# Onyx (avlyssningssystem)

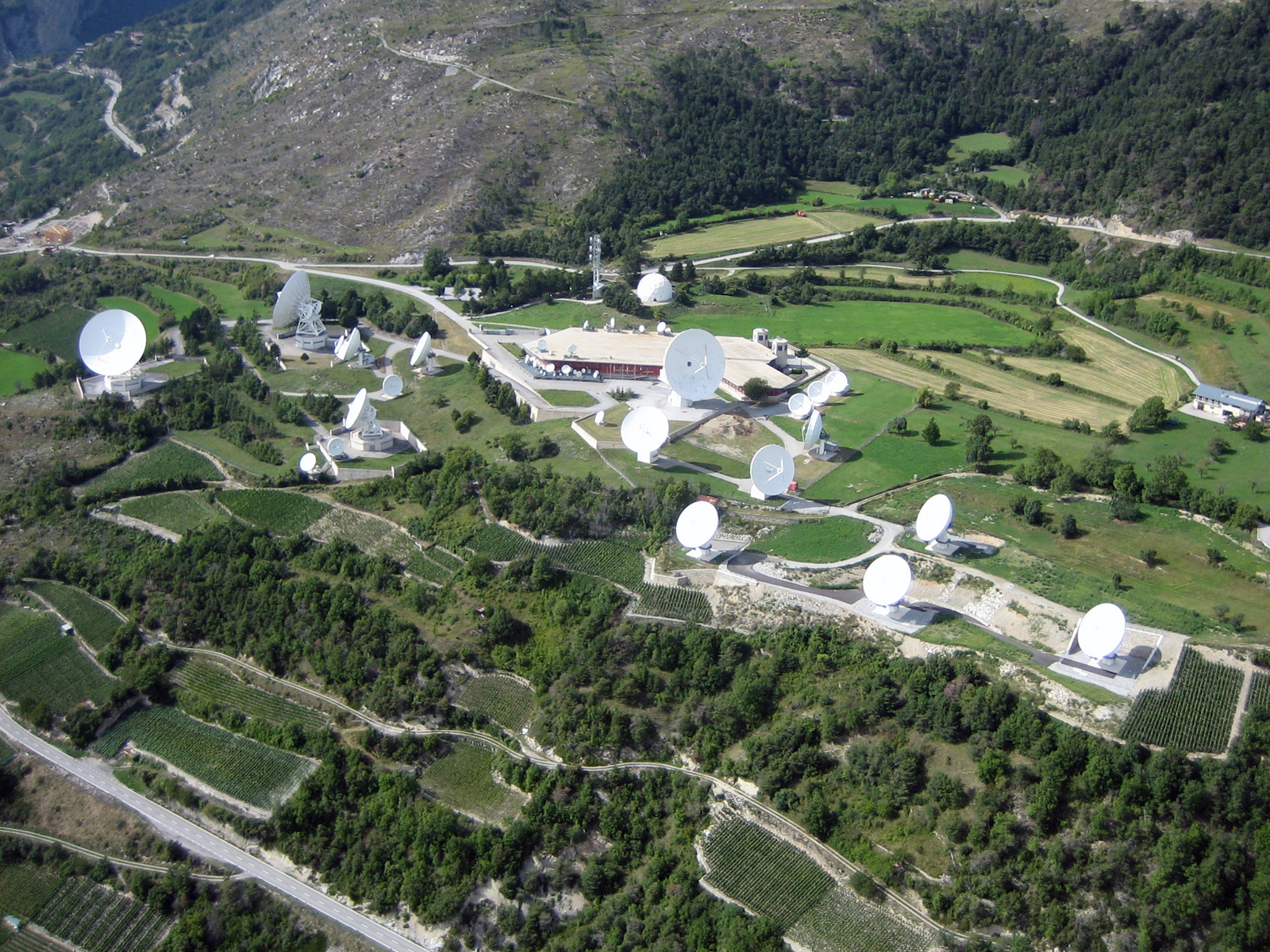
Onyx avlyssningsstation i Leuk.

Onyx är ett schweiziskt informationsinsamlings- och övervakningsnätverk som tillhör Federala Underrättelsetjänsten - Nachrichtendienst des Bundes (NDB). Det är ett signalspaningssystem riktat mot civil och militär kommunikation, vilket inkluderar telefoni, fax och internetkommunikation. Systemet syftar inte till att övervaka inhemsk kommunikation men övervakning kan omfatta kommunikation mellan en person i Schweiz och en person i annat land.